# Aricoris constantius
Aricoris constantius is een vlindersoort uit de familie van de prachtvlinders (Riodinidae), onderfamilie Riodininae.
De wetenschappelijke naam van de soort werd als Papilio constantius voor het eerst geldig beschreven door Fabricius in 1793.
De soort heeft een spanwijdte van 22 tot 25 millimeter. De vleugelkleur is egaal bruin met zwarte lijnen. Langs de achterrand van zowel de voorvleugel als de achtervleugel bevinden zich zwarte vlekken. De soort komt voor langs de kust van zuidelijk Brazilië.